# Martin W. Bates
Martin W. Bates (Salisbury, 1786. február 24. – Dover, 1869. január 1.) az Amerikai Egyesült Államok szenátora (Delaware, 1857–1859).